# Geschäftsfähigkeit (Österreich)
In der österreichischen Rechtswissenschaft bezeichnet Geschäftsfähigkeit die Fähigkeit, sich selbst durch eigene Erklärungen zu berechtigen und zu verpflichten. Die Geschäftsfähigkeit richtet sich nach dem Alter und dem geistigen Zustand der betreffenden Person.

## Personen unter 7 Jahren
Personen unter 7 Jahren sind vollkommen geschäftsunfähig (§ 865 und § 170 Abs. 1 ABGB). Ausnahmsweise können sie aber nach dem „Taschengeldparagraphen“ (§ 170 Abs. 3 ABGB) in geringfügigen Angelegenheiten des täglichen Lebens alterstypische kleine Geschäfte abschließen. Diese Geschäfte werden rückwirkend gültig, sobald das Kind seine Verpflichtung aus dem Geschäft erfüllt. Wenn zum Beispiel ein Kind für einen Euro eine Kinderzeitschrift kauft und bezahlt, ist dieses Geschäft schon zu diesem Zeitpunkt gültig – auch wenn das Kind die Kinderzeitschrift nicht sofort erhält.

## Unmündige Minderjährige von 7 bis 14 Jahren
Zwischen 7 und 14 Jahren sind Minderjährige noch unmündig (§ 21 ABGB Abs. 2), aber bereits beschränkt geschäftsfähig. Über Geschäfte nach dem „Taschengeldparagraphen“ hinaus können sie auch solche tätigen, die ihnen ausschließlich rechtliche Vorteile bringen. Geschäfte, welche Kindern nicht ausschließlich rechtliche Vorteile bringen und dabei nicht unter den „Taschengeldparagraphen“ fallen, sind schwebend unwirksam, bis sie durch ihren gesetzlichen Vertreter genehmigt werden. (§ 865 ABGB)
So kann ein Unmündiger zum Beispiel bereits ein geschenktes ferngesteuertes Auto wirksam annehmen, nicht aber einen geschenkten Hund, da die Haltung des Hundes dem Unmündigen auch Pflichten auferlegen würde und die Schenkung desselben über den Taschengeldparagraphen hinausgeht. Um einen Hund als Geschenk wirksam anzunehmen, bedarf es also der Zustimmung des gesetzlichen Vertreters.
Unmündige können auch eine bereits bestehende Schuld selbständig bezahlen. (§ 1421 ABGB)
Des Weiteren können Unmündige zwischen 7 und 14 Jahren bereits als Stellvertreter wirken, da hierfür bereits die beschränkte Geschäftsfähigkeit ausreicht. Damit können diese für jemanden, der ihnen dazu Vollmacht erteilt hat, wirksame Willenserklärungen zu Geschäften abgeben, welche sie für sich selbst nicht wirksam schließen könnten. (§ 1018 ABGB)

## Mündige Minderjährige von 14 bis 18 Jahren
Mit Erreichen der Mündigkeit, also dem vollendeten 14. Lebensjahr, können Mündige Minderjährige sich mit Ausnahme von Lehr- und Ausbildungsverträgen zu allen Dienstleistungen selbst verpflichten. Der gesetzliche Vertreter kann jedoch Verpflichtungen aus wichtigem Grund wieder auflösen. (§ 171 ABGB)
Darüber hinaus können sie über Einkommen aus eigenem Erwerb sowie über Sachen, die ihnen zur freien Verfügung überlassen werden, selbst verfügen. Die Grenze bildet hier jedoch die Gefährdung der Befriedigung ihrer Lebensbedürfnisse. (§ 170 Abs. 2 ABGB). Ist eine Gefährdung derselben erkennbar, ist der den Mündigen verpflichtende Vertrag wie bei Unmündigen schwebend unwirksam (§ 865 ABGB).

## Volljährige ab 18 Jahren
Mit dem 18. Geburtstag tritt die Volljährigkeit und damit die unbeschränkte Geschäftsfähigkeit ein. Sollte der Erwachsene jedoch aufgrund psychischer Krankheit oder vergleichbarer Beeinträchtigung der Entscheidungsfähigkeit nicht dazu fähig sein, seine Geschäfte selbst zu regeln, kann eine Erwachsenenvertretung in Betracht kommen. Bei der Erwachsenenvertretung wird die Geschäftsfähigkeit nicht automatisch eingeschränkt und es gibt vier Säulen der Vertretung.

## Internationales Privatrecht
Die Vorschriften des ABGB über die Geschäftsfähigkeit werden nur auf Österreicher angewandt. Die Geschäftsfähigkeit eines Ausländers wird nach dessen Personalstatut beurteilt (§ 12 IPRG).